# Kamayari
La kamayari (鎌槍?) è una lancia giapponese con una falce all'estremità. Di solito ha due sporgenze alla base di una punta di lancia principale ed era usata dai samurai per arpionare gli oggetti, i cavalli o anche i corpi dei nemici.
La kamayari ha avuto anche un uso non militare, infatti veniva utilizzata dai pompieri giapponesi per abbattere i tetti degli edifici incendiati affinché le fiamme si diradassero.